# Трой Деннінг
Трой Деннінг (англ. Troy Denning), також відомий під псевдонімом Річард Овлінсон (англ. Richard Awlinson) — американський письменник в жанрі фентезі і  наукової фантастики, найбільш відомий завдяки літературному вкладу в сетинґ Forgotten Realms.
Письменницька кар'єра Троя Деннінга почалася з роману «Глибоководдя», що виданий під псевдонімом Річард Овлінсон і потрапив в список бестселерів газети «New York Times». Відтоді він написав вже більше двадцяти романів.
Деннінг — автор багатьох книг про світи «Forgotten Realms» (в тому числі в співавторстві з Едом Грінвудом написав «Death of the Dragon» (2000); брав участь в підциклах «Empires», «Harpers», «Twilight Giants» і "Return of the Archwizards «) і» Dark Sun "(написав кілька романів з першої дарксановської серії «Prism Pentad»), написав роман «Pages of Pain»(1996) для серії про світ «Planescape». Також Деннінг написав кілька романів для циклу «Зоряних війн».

### Dark Sun (Темне Сонце)
- The Verdant Passage (Полювання на дракона, 1991)
- The Crimson Legion (Багряний легіон, 1992)
- The Amber Enchantress (Бурштинова чаклунка, 1992)
- The Obsidian Oracle (Обсидіановий оракул, 1993)
- The Cerulean Storm (Лазурний шторм, 1993)

### Forgotten Realms (Забуті королівства)
- Waterdeep (Глибоководдя, 1989)
- Dragonwall (Стіна дракона, 1990)
- The Parched Sea (Висохле море, 1991)
- The Ogre's Pact (Пакт Огра, 1994)
- The Giant Among Us (Гігант серед нас, 1995)
- The Titan of Twilight (Титан із сутінків, 1995)
- The Veiled Dragon (Прихований дракон, 1996)
- Crucible: The Trial of Cyric the Mad (Випробування Кайрика Безумного, 1998)
- Faces of Deception (Обличчя обману, 1998)
- Beyond the High Road (По той бік шляху, 1999)
- Death of the Dragon (Смерть дракона, 2000)
- The Summoning (Виклик, 2001)
- The Siege (Облога, 2001)
- The Sorcerer (Чаклун, 2002)
- The Sentinel (Вартовий, 2014)

### На основі ігриHalo
- Halo: Last Light (Гало: Останнє світло, 2015)

### На основі ігриPlanescape
- Pages of Pain (Сторінки страждання, 1997)

### На основі ігриStonekeep
- The Oath of Stonekeep (Присяга Стоункіпу, 1999)

### Зоряні війни
- Star By Star (Зоря за зорею, 2001)
- A Forest Apart (Відокремлений ліс, 2003)
- Tatooine Ghost]] (Дух Татуїна, 2003)
- The Joiner King (2005)
- The Unseen Queen (Невидима королева, 2005)
- The Swarm War (Ройова війна, 2005)
- Tempest (Буря, 2006)
- Inferno (Пекло, 2007)
- Invincible (Непереможний, 2008)
- Abyss (Безодня, 2009)
- Vortex (Вихор, 2010)
- Apocalypse (Апокаліпс, 2012)
- Crucible (2013)